# Kallensaari (ö i Birkaland, Övre Birkaland)
Kallensaari är en ö i Finland. Den ligger i sjön Iso Kivijärvi och i kommunen Ruovesi i den ekonomiska regionen  Övre Birkalands ekonomiska region  och landskapet Birkaland, i den södra delen av landet, 200 km norr om huvudstaden Helsingfors. Öns area är 0,2 hektar och dess största längd är 70 meter i öst-västlig riktning.